# Zschochau
Zschochau ist ein Ortsteil von Jahnatal.

## Geschichte

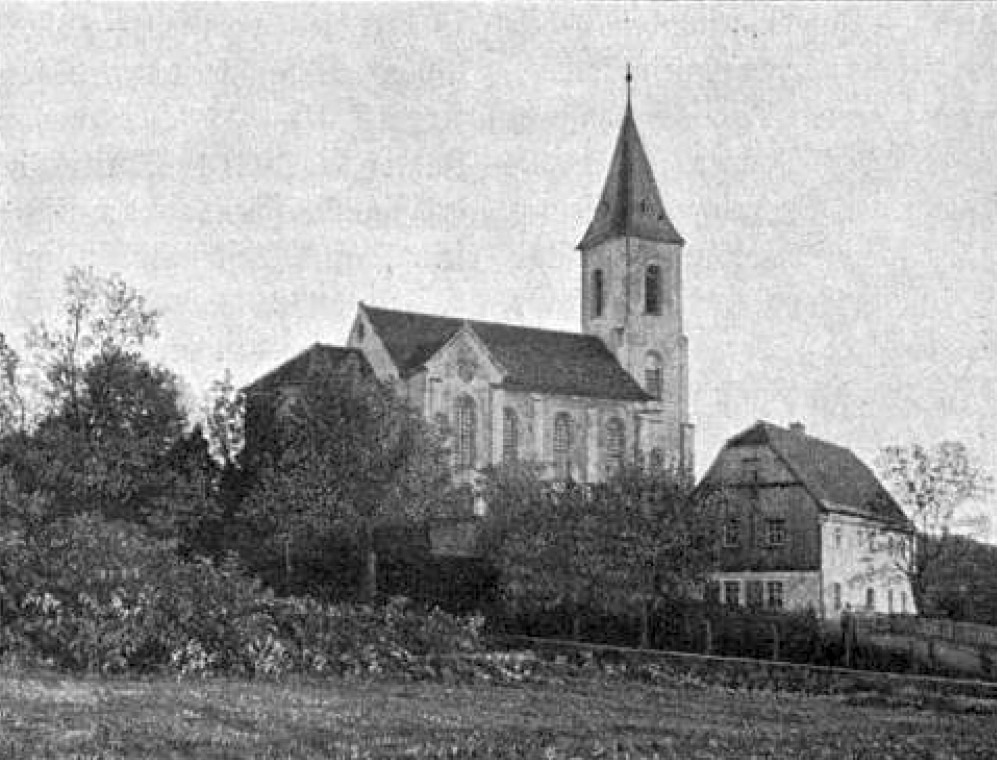
Kirche um 1900

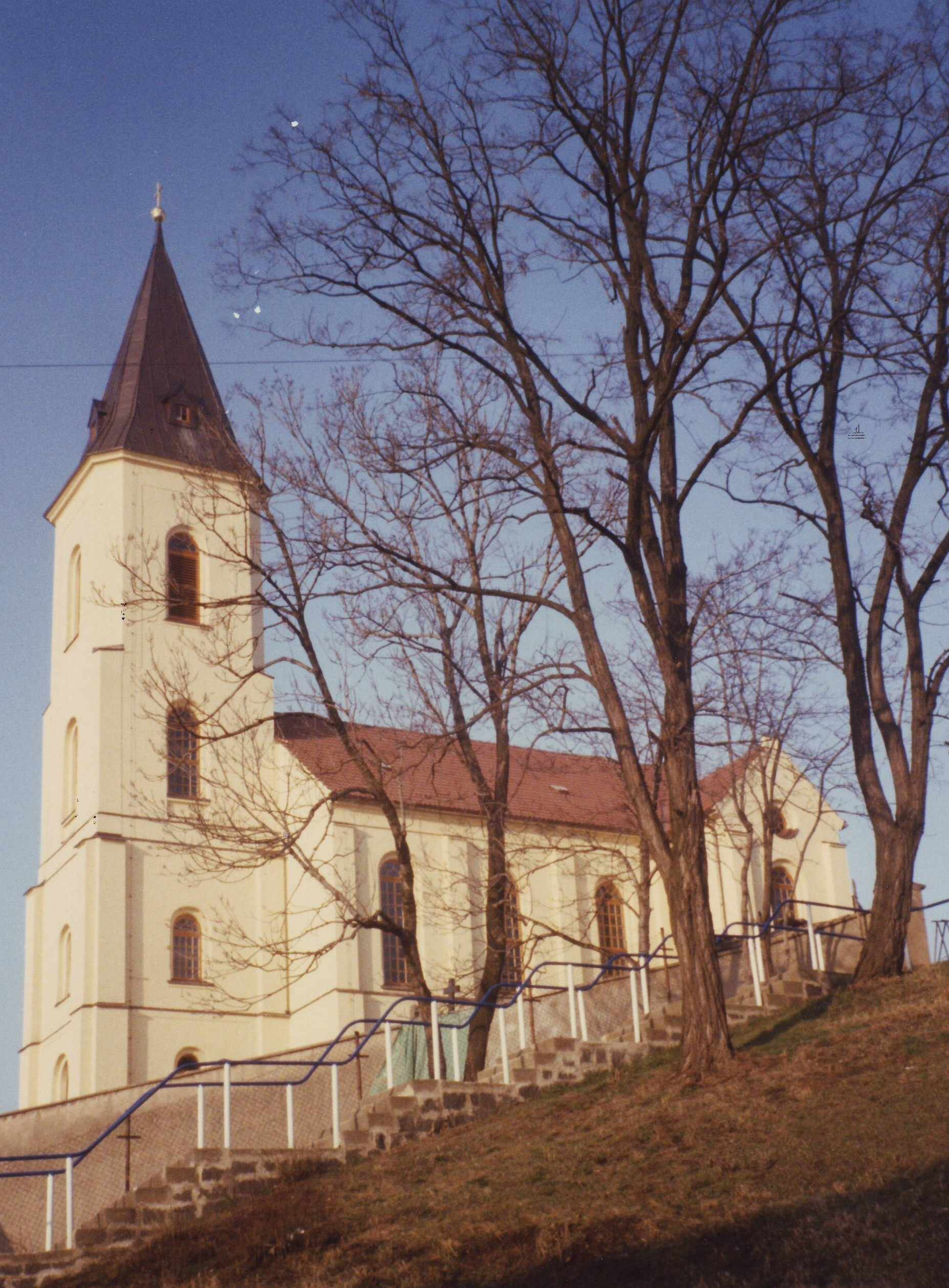
Evangelische Kirche von Zschochau

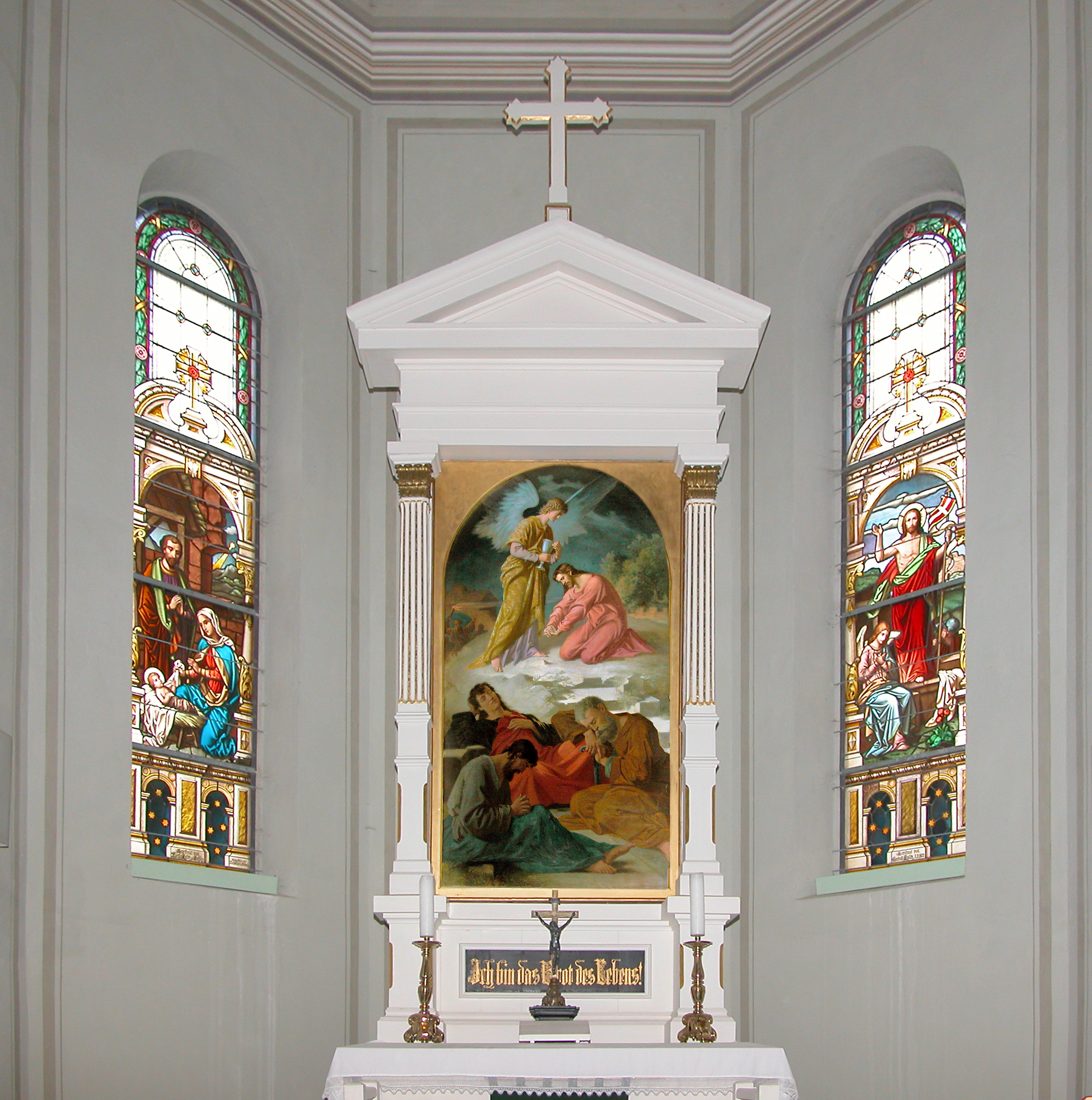
Evangelische Dorfkirche Zschochau

Der Ort wurde erstmals 1185 als Herrensitz erwähnt. Zschochau hat ein Rittergut, das 1551 schriftlich belegt ist. Am Ortsrand gibt es einen Flugplatz für Gleitschirme. Zschochau liegt in einem Tal.
Die Kirche wurde im Jahr 1866 nach einem Dorfbrand erneut aufgebaut und Anfang der 1990er Jahre komplett saniert. Das Innere ist gut erhalten und bietet Rittergutslogen sowie eine Orgel von Franz-Emil Keller.

### Bevölkerungsentwicklung
| 1834 bis 1925 - 1834 − 526 - 1871 − 614 - 1890 − 601 - 1910 − 584 - 1925 − 622 | 1939 bis 1990 - 1939 − 659 - 1946 − 1015 - 1950 − 1119 - 1964 − 880 - 1990 − 653 | 2010 bis 2015 - 2010 – 205 - 2015 – 192 |

Quelle: Historisches Ortsverzeichnis von Sachsen

## Personen
- Conrad Schumann (1942–1998), Grenzflüchtling an der Berliner Mauer
- Lothar Moritz (1943–2010), Politiker der DDR-CDU